# アライナ・カスティーロ
アライナ・カスティーロ（Alaina Castillo、1999年11月16日 - ）は、アメリカ テキサス州ヒューストン生まれのシンガーソングライター。
メキシコ出身の父親とオハイオ州出身の母親のもとで育ち、英語とスペイン語で歌唱する。2020年、Spotifyが新進気鋭のアーティストを宣伝する新たなプログラムとして立ち上げた“RADAR”プログラムの米国初の選出アーティスト。

## 経歴
高校時代、YouTubeチャンネルを立ち上げ、静かにファロワーを増やし、Daniel CaesarやBillie Eilishなどの大人気ASMRカバーで86.4万人を超えるチャンネル登録者を獲得。最終的に、グラミー賞にノミネートされたプロデューサー兼ソングライターのRØMANSの目に止まり、RØMANSのプロデュースで、2019年後半にデビューEP 「Antisocial Butterfly」 をリリース。そのわずか5ヶ月後、歌姫はthe voicenotes EPとスペイン語版「mensajes de voz」をリリースし勢いを維持した。
2021年4月にはラテンアメリカ音楽賞 (ラテンAMA）にも出演を果たした。
日本のアニメやサブキャラ好きを公言しており、特にNARUTO -ナルト-が好き。
2020年11月24日にリリースされたシングル「wishlist」のMVには、日本のバーチャルYouTuberの「キズナアイ」が出演しており、 2021年5月30に行われるキズナアイが北米に向けて行うオンラインライブ「バーチャルUSツアー」にも出演が決定している。

## ディスコグラフィ

### デジタルシングル
- 2019.10.18「i don't think i love you anymore」
- 2019.11.15「antisocial butterfly」
- 2020.1.24「valentine's day」
- 2020.3.6「ocean waves」
- 2020.3.27「just a boy」
- 2020.5.22「the voicenotes」
- 2020.5.22「mensajes de voz」 (「the voicenotes」スペイン語版)
- 2020.8.14「tonight」
- 2020.11.24「wishlist」
- 2021.02.12「stfu(i got u)」
- 2021.03.26「indica」